# Quivu do Norte
Quivu do Norte (em francês:  Nord-Kivu) é uma província localizada ao leste da República Democrática do Congo. Tem uma população estimada para 2010 de 5.768.000 habitantes. Sua capital e maior cidade é Goma. 